# クロチャワンタケ
クロチャワンタケ（学名 Pseudoplectania nigrella）は、クロチャワンタケ科に属する菌類の一種である。

## 形態
子実体は最初は口がすぼまった壷状ないし椀状であるが、じゅうぶんに生長すれば浅い皿状に開き、ほとんど柄を欠き、直径 8–20 mm、高さは 2–5 mm 程度である。くぼんだ内面はほとんど黒くてやや光沢があり、ほぼ滑らかかまたは粗大な浅いしわを生じることがあり、この面が子実層となっている。外面も黒く、微毛を密生しており、ビロードのような手触りがある。
胞子は個々の子嚢の内部に8個ずつ形成され、無色でほぼ球状をなし、内部に1個から数個の小さな泡状の包含物を有し、表面は平滑である。子嚢は細長いこん棒状から野球のバット状を呈し、その壁は厚くて無色、先端部に厚い「蓋」を備える。子嚢の間に多数存在する側糸は先端がわずかに太まった糸状で、内部に黒褐色の顆粒を多数含み、先端は鉤状に屈曲しない。
子実体は、肉眼的には黒っぽい外皮層とほぼ白色の髄層とで構成され、前者は多少とも黒褐色の細胞壁を備えた多角形の細胞からなり、その最外層の細胞からは円筒形・黒褐色で滑らかな表面を持つ長い毛が生じ、互いにからみ合いつつ子実体の外面をおおう。髄層は密にからみ合った無色の菌糸群で構成されている。

## 生態と分布
おもに針葉樹（マツ属・モミ属・ツガ属・トウヒ属など）の林内で、それらの樹木の落ち枝上にしばしば見出されるが、これらの樹木からなる林の地上に生育したコケ類の間で採集されることもある。腐生菌であろうと推定されているが、実験的には確認されていない。早春に発生するキノコの一つで、時にはかなり厚い残雪の間から発生することさえある。
北半球温帯以北の、宿主となる上記の樹種が分布する地域に産する。日本では、いまのところ北海道から鳥取県までの地域で分布が確認されている。
日本からの初記録は、大正3年（1914年）9月27日に宮城県仙台市付近から見出されたものである。

## 人生との関係
分類学的位置から無毒であろうと推測されているが、食用になるかは不明である。子実体が小形かつ肉薄すぎるうえ、その発生量もさほど多くないので、食用的価値はなきに等しい。
ニセクロチャワンタケの遺伝子解析によって一種の生理活性物質の生合成をコードする遺伝子が発見されており、この遺伝子をコウジカビに組み込むことによってこの物質が高収率で生産できることが明らかになった。プレクタシンと命名されたこの物質は一種のペプチドであるが、ペニシリンやバンコマイシンなどへの耐性を獲得した肺炎連鎖球菌などに対して高い抗菌活性を示し、ヒトやマウスの培養細胞あるいはマウスの生体に対して投与しても毒性が低いという特性があるといい、臨床用抗生物質としての応用が期待されている。

## 近縁種
同属に置かれるニセクロチャワンタケ (Pseudoplectania meleana (Fr.) Sacc.) は、子実体がやや大形でしばしば柄状部を有することや、側糸の先端部が鉤状に反転することなどで区別されるが、子実体の外観のみによる正確な識別は難しい。
エナガクロチャワンタケ属 (Plectania) の菌も外観がきわめて似ており、発生環境が針葉樹の林内である点でもニセクロチャワンタケとまぎらわしいが、胞子が球状でなく、楕円体状ないし勾玉状である点で区別されている。